# Slag bij Helena
De Slag bij Helena vond plaats op 4 juli 1863 in Phillips County, Arkansas tijdens de Amerikaanse Burgeroorlog. De Zuidelijken vielen deze Noordelijke voorpost aan om de druk op Vicksburg te verminderen. Na hun overwinning verstevigden de Noordelijken hun greep op oostelijk Arkansas.

## Achtergrond

### Noordelijke strijdkrachten
De Noordelijke generaal-majoor Benjamin M. Prentiss, bevelhebber van de District of Eastern Arkansas, had zijn hoofdkwartier in Helena. Hij voerde het bevel over ongeveer 20.000 soldaten. Brigadegeneraal Frederick C. Salomon, bevelhebber van het XIII Corps bemande de verdedigingswerken rond de stad. Helena lag aan de Mississippi en werd omringd door vier batterijen. De kanonneerboot USS Tyler werd toegevoegd aan Prentiss’ strijdmacht.
Net voor de Zuidelijke aanval werd het merendeel van de troepen overgeplaatst om de belegeringstroepen rond Vicksburg te versterken. Er bleven slechts 4.000 soldaten achter om Helena te beschermen.

### Zuidelijke strijdkrachten
Luitenant-generaal Theophilus H. Holmes, bevelhebber van het District of Arkansas, plande een aanval op Helena om enerzijds de druk op Vicksburg te verlichten en anderzijds de vijandelijke basis te veroveren voor eigen gebruik.

### Openingszetten
Holmes vroeg en kreeg de toestemming van generaal Edmund Kirby Smith om Helena aan te vallen. Infanterie en cavalerie onder leiding van generaal-majoor Sterling Price en brigadegeneraal John S. Marmaduke rukten op vanuit Jacksonport, Arkansas. Bij Helena zouden ze versterkt worden door troepen uit Little Rock onder leiding van brigadegeneraal James Fleming Fagan.
Generaal Prentiss werd op de hoogte gesteld van de Zuidelijke opmars. Hij liet zijn soldaten bomen vellen om hun opmars te vertragen. Helena zelf kon het garnizoen niet aan. Er was een tekort aan sanitaire installaties en onderdak.

## De slag
Holmes plande om bij het eerste daglicht met Marmadukes 1.700 cavaleristen Rightor Hill te voet aan te vallen. Deze heuvel lag in het noordwesten van de stad en was versterkt met een batterij. De 1.300 soldaten van generaal Fagan moesten Hindmann’s Hill innemen ten zuidwesten van de stad. Brigadegeneraal Lucius M. Walker kreeg de opdracht om de flank van Marmaduke te beschermen. De hoofdaanval zou uitgevoerd worden door Sterling Price’s 3.100 soldaten op Graveyard Hill.
De aanval van Marmaduke raakte snel in de problemen toen zijn linkerflank onder vuur kwam te liggen. Walker kwam hem niet te hulp omdat hij vreesde voor de veiligheid van zijn eigen troepen. Ook de twee andere aanvallen hadden te kampen met moeilijkheden. Orders kwamen maar moeilijk door of soms helemaal niet ontvangen. De coördinatie tussen Fagan en Price verliep hierdoor zeer moeilijk.
Tot zijn grote verbazing ontdekte Fagan dat zijn aanval op Hindmann Hill onder vuur lag van Graveyard Hill. Fagan dacht dat Price zijn aanval al geopend had. Fagans artillerie had het slagveld niet bereikt. Ze werden geblokkeerd door de gevelde bomen. De infanterie slaagde er evenwel in de buitenste verdedigingslinie te veroveren. De batterij zelf konden ze echter niet veroveren.
De aanval van Price zou pas een uur na die van Fagan beginnen. Zijn soldaten stormden af op de Noordelijke linies. Ze werden teruggedrongen door het vuur van de USS Tyler. Ze hadden nog twee aanvallen nodig om de Noordelijke batterij op Graveyard Hill te veroveren. De kanonnen werden echter onklaar gemaakt door de terugtrekkende Noordelijke artilleristen.
Ondanks de communicatieproblemen hadden de Zuidelijken toch enige successen geboekt. Fagan had een deel van de linie veroverd in het zuidwesten en Price had het centrum volledig veroverd. Holmes kon echter niet beslissen wie hij te hulp zou komen en deed uiteindelijk niets meer. De Zuidelijken werden voortdurend beschoten door de kanonneerboot. Rond 10.30u beselfte Holmes dat zijn positie onhoudbaar geworden was. Een algemene terugtocht werd bevolen. De aanval op Helena was mislukt.

## Gevolgen
De Zuidelijken verloren 1.636 soldaten tegenover 206 Noordelijke slachtoffers. Helena werd later de uitvalsbasis voor de Noordelijke aanvallen op Little Rock.